# Asemesthes modestus
Asemesthes modestus är en spindelart som beskrevs av Raymond Comte de Dalmas 1921. Asemesthes modestus ingår i släktet Asemesthes och familjen plattbuksspindlar. Inga underarter finns listade i Catalogue of Life.